# Produkt rozpadu
Produkt rozpadu (produkt przemiany promieniotwórczej, produkt pochodny, izotop pochodny, nuklid pochodny) – w fizyce jądrowej nuklid powstały w wyniku rozpadu promieniotwórczego.
Reakcja promieniotwórcza często zachodzi przez następujące po sobie kolejne rozpady tworzące szereg promieniotwórczy, w których tworzą się izotopy pochodne. Na przykład U-238 rozpada się do Th-234, który dalej rozpada się do Pa-234, by po kilku następnych etapach przejść w stabilny izotop Pb-206:
{\displaystyle {\mbox{U-238}}\rightarrow \overbrace {\underbrace {\mbox{Th-234}} _{\mbox{izotop pochodny U-238}}\rightarrow \underbrace {\mbox{Pa-234m}} _{\mbox{Drugi produkt rozpadu U-238}}\rightarrow \ldots \rightarrow {\mbox{Pb-206}}} ^{\mbox{Produkty rozpadu U-238}}}
W powyższym przykładzie:
- Th-234, Pa-234m,…,Pb-206 są produktami rozpadu U-238
- Th-234 jest pierwszym produktem rozpadu (córka, ang. daughter) wyjściowego izotopu (rodzic, ang. parent) U-238
- Pa-234m (metastabilny Pa-234) jest drugim produktem rozpadu (wnuczka, ang. granddaughter) U-238.

Produkty rozpadu i zachodzące reakcje następcze są jednym z głównych zagadnień w zarządzaniu odpadami promieniotwórczymi, ze względu na stałość zachodzących reakcji promieniotwórczych, i tworzących się w ich wyniku izotopów.
Dla pierwiastków o liczbie atomowej większej niż liczba atomowa ołowiu (l.a. 82) szereg promieniotwórczy na ogół kończy się izotopem ołowiu. W wielu przypadkach izotopy pochodne wchodzące w skład szeregu promieniotwórczego są znacznie bardziej radioaktywne niż nuklid wyjściowy. Stąd, mimo że czysty uran nie jest niebezpiecznie promieniotwórczy, to produkty jego rozpadu otrzymane z blendy smolistej, będącej rudą uranu, mogą stanowić zagrożenie ze względu na zawartość silnie promieniotwórczego radu, będącego produktem rozpadu uranu.
Produktami rozpadu naturalnego promieniotwórczych izotopów są
- elektrony
- pozytony
- neutrina
- cząstki alfa
- kwanty gamma

Typowymi procesami rozpadu jądra są:
- rozpad alfa
- rozpad beta
- rozpad gamma

## Produkty rozpadu a energia wiązania
Produkty rozpadu mają masę mniejszą, niż masa pierwotnego jądra. Różnica mas pomnożona przez kwadrat prędkości światła w próżni jest energią rozpadu unoszoną przez produkty rozpadu w postaci ich energii kinetycznej.
{\displaystyle \Delta E=\Delta m\ c^{2}}